# 1-й авиатехнический арсенал флота в Йокосуке
1-й авиатехнический арсенал флота в Йокосуке (яп. 第一海軍航空技術廠 Коку Гидзюцу-Сё) — авиационное конструкторское бюро Японского императорского флота, основанное в 1932 году в городе Йокосука. Занималось разработками учебных и боевых самолётов для флота. В то же время, сами самолёты производились другими авиастроительными компаниями, находящимися в кооперации с арсеналом.
На западе арсенал известен под названием Йокосука. В самой Японии использовалось сокращение Кугисё

## Во время войны
Во время Второй мировой войны, КБ преимущественно занималось разработкой самолётов для флота, собственное производство авиатехники в основном заключалось в выпуске нескольких прототипов. Разработанные им самолёты серийно производили компании Aichi, Watanabe (металлургический завод, в 1943 году переименован в Kyūshū Hikōki Kabushiki-kaisha (яп. 九州飛行機株式会社), и Арсенал флота Хиро в Куре (Hiro Kaigun Kōshō, также известен по аббревиатуре Hiroshō). В названиях техники, разработанной арсеналом Йокосука, стояла обозначающая производителя литера "Y".
Примером подобной кооперации может служить палубный пикирующий бомбардировщик Yokosuka D4Y1 Suisei Model 11 (Суйсэй - Комета), который в основном производился Aichi. Кроме того и D4Y1 и некоторые последующие модели выпускались на мощностях 11-го арсенала флота Хиро.
Известными разработками арсенала были:
- D4Y «Суйсей»
- P1Y «Гинга»
- B4Y
- MXY7 Ока